# امیلیو بادینی
امیلیو بادینی (به ایتالیایی: Emilio Badini) بازیکن فوتبال و مدافع اهل ایتالیا است که از سال ۱۹۲۰ میلادی عضو تیم ملی فوتبال ایتالیا بوده و در ۲ بازی ملی حضور داشته‌است. او در بازی‌های ملی‌اش ۱ گل به ثمر رساند.
امیلیو بادینی آخرین بازی ملی خود را در سال ۱۹۲۰ میلادی انجام داد.